# Bera (district)
Bera is een district in de Maleisische deelstaat Pahang.
Het district telt 98.000 inwoners op een oppervlakte van 2200 km².